# Albert Fossey-François
Pour les articles homonymes, voir Fossey.
Albert Fossey-François, Compagnon de la Libération (Résistance intérieure française), militant socialiste, lieutenant-colonel français, né le 23 septembre 1909 à Juaye-Mondaye, mort le 15 septembre 1958 à l'hôpital militaire Robert-Piquet de Villenave-d'Ornon près de Bordeaux, victime d'un traumatisme crânien lors d'un saut en parachute au cours d'un meeting aérien sur la base de Mérignac.

## Biographie
Issu d'une modeste famille de meunier du Calvados, Albert Fossey poursuit d'abord des études au séminaire de Caen (institution Sainte Marie), puis à la faculté de lettre de la ville, avant de travailler dans l'imprimerie et l'édition (Éditions Aubier-Montaigne et Presses universitaires de France).
À partir des années 1930, il milite en région parisienne au sein de la Section française de l'Internationale ouvrière (SFIO) et du Syndicat CGT du Livre. Il est également président du comité du Front populaire d'Orsay et membre de la direction de la fédération socialiste de Seine-et-Oise. En 1938, il est licencié pour avoir fait grève. Il devient en 1939 directeur commercial des Presses universitaires du Massif Central à Guéret (Creuse). Mobilisé, il participe à la campagne de France, échappe à la captivité et revient à Guéret.
Il entre en résistance très vite après son retour du front en 1940. Affilié au mouvement Libération-Sud en novembre 1941 (alias "François"), il en devient le responsable départemental adjoint en 1942 (Adjoint de Roger Cerclier alias "Jean Pierre"). Il est nommé responsable départemental du noyautage des administrations publiques (NAP) en septembre 1943.
Il est ensuite chef départemental des maquis de l'Armée secrète (décembre 1943), puis chef départemental des FFI de la Creuse et du Cher zone sud (R5/D2) en mai 1944. Il est nommé lieutenant-colonel FFI en août 1944. Il est fait Compagnon de la Libération par décret le 28 décembre 1945.
Intégré à l'armée d'active, il participe aux opérations du front de l'Ouest et aux opérations en Algérie (mai 1945), il part ensuite pour l'Indochine comme officier parachutiste, puis combat en Algérie et à Suez. Il a notamment commandé le 2e régiment de parachutistes coloniaux (2e RPC) en 1957-1958. Il est inhumé au cimetière parisien de Thiais.

## Carrière militaire
- 1928 : devance l'appel
- 1939 : mobilisation au sein d'une compagnie anti-char avec le grade de sergent-chef il reste mobilisé jusqu'au 25 juin 1940 et se bat de la Somme à la Vienne
- 7 novembre 1941 : affiliation au mouvement Libération-Sud
- Début 1943 : chef départemental adjoint des Mouvements unis de la Résistance (MUR) de la Creuse
- Fin 1943 : chef départemental des maquis de l'Armée secrète de la Creuse avec le grade de commandant. Il installe son PC au Pont à la Dauge (commune de Sainte-Feyre) puis en avril 1944 au village du Coux (commune de Lépinas).
- 1944 : chef départemental des FFI de la Creuse avec le grade de lieutenant-colonel
- 7 juin 1944 : libère la ville de Guéret à la tête des FFI de la Creuse après une audacieuse opération visant à rallier l'école de la Garde à la Résistance
- août 1944 : chef de la 2e brigade FFI de la 12e région militaire (ancienne R5)
- janvier-mai 1945 : adjoint du chef de corps du 13e régiment d'infanterie sur le front de l'Atlantique dirigé par le général Larminat
- 1er juin 1945 : Intègre l'armée d'active avec le grade de chef de bataillon
- 27 décembre 1945 : nommé Compagnon de la Libération
- mai à décembre 1945 : séjour en Algérie comme chef de bataillon du 26e régiment d'infanterie puis en Tunisie au sein du 8e régiment de tirailleurs tunisiens
- 1946 : breveté parachutiste, adjoint du chef de corps du 2e régiment de chasseurs parachutistes (2e RCP)
- 1947 - 1948 : premier séjour en Indochine comme chef de corps du 3e bataillon du 1er régiment de chasseurs parachutistes (1er RCP)

Drapeau de la France combattante et des FFI.
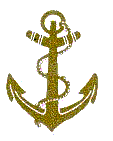
l'Ancre d'or des troupes de Marine.
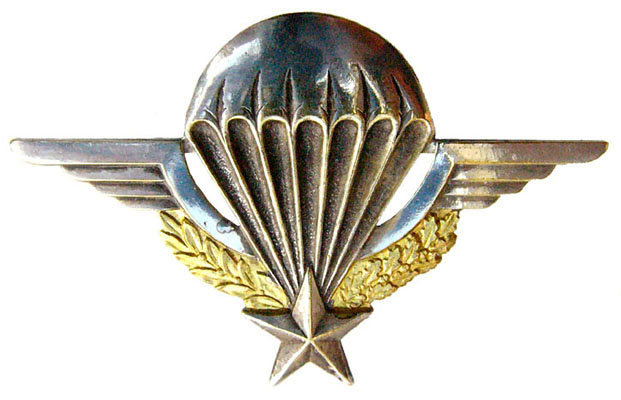
Insigne militaire de brevet parachutiste.

- 1948 : chef d'état major du Sud tunisien
- 1951-1952 : deuxième séjour en Indochine comme chef d'état major de secteur (Tonkin)
- 1953-1954 : troisième séjour en Indochine comme chef du bureau d'action psychologique auprès de l'état major d'Extrême Orient
- Juin 1955 : chef du bureau régional d'action psychologique de la Xe Région militaire (Alger)
- 1er décembre 1955-1er mai 1956 : commandant du secteur de Palestro (Algérie)
- 1956 : nommé Lieutenant-colonel et second du chef de corps (colonel Château-Jobert) du 2e régiment de parachutistes coloniaux (2e RPC)
- 1957 : nommé chef de corps du 2e RPC (Koléa)
- 1958 : nommé chef de corps de la Brigade École des Parachutistes Coloniaux à Bayonne.

## Décorations
- Commandeur de la Légion d'honneur
- Compagnon de la Libération par décret du 27 décembre 1945
- Croix de guerre 1939–1945 (2 citations)
- Croix de guerre des Théâtres d'opérations extérieurs (7 citations)
- Croix de la Valeur militaire (2 citations)
- Médaille de la Résistance française
- Croix du combattant volontaire de la Résistance
- Croix du combattant
- Médaille d'Outre-Mer
- Médaille commémorative des services volontaires dans la France libre
- Médaille commémorative française de la guerre 1939–1945 avec la barrette "Libération"
- Médaille commémorative de la campagne d'Indochine
- Médaille commémorative des opérations de sécurité et de maintien de l'ordre
- Ordre de l'Empire britannique à titre militaire
- Chevalier de l'Ordre national du Vietnam

#### Période Résistance enCreuse

##### Personnalités
- Roger Cerclier alias "Jean-Pierre" (Chef départemental des MUR de la Creuse. Président du CDL en 1944). Député SFIO de la Creuse (1945-1950)
- Jacques Robert-Rewez alias "Molécule"(Chef de la mission interallié "Bergamotte")
- Henry Castaing alias "Kaolin" Commissaire des renseignements généraux de Guéret Préfet de la Creuse le 25 août 1944
- Raymond Belmont alias "Martin" (Chef militaire départemental des FTP. Chef d'État major départemental FFI en 1944)
- Colonel Maurice Rousselier, alias "Rivier" (X1933, chef de l’A.S. de la région R4 puis commandant F.F.I. de la région R5)
- Eugène Déchelette, alias "Ellipse" Délégué militaire régional (R5)(administrateur de société, compagnon de la Libération)
- Pierre Boursicot Commissaire de la République (préfet de région) de la région R5 à la Libération.
- Philippe Malrieu alias "Jean-Claude" Membre de l'équipe dirigeante de Libération-sud Creuse Contact d'Albert Fossey avec le mouvement.
- Jean Baylot Syndicaliste postier, résistant, préfet à la Libération, préfet de Police de Paris en 1954 et 1955, député de Paris de 1958 à 1962.

##### Évènements
- Libération de Guéret
- Massacre du bois du Thouraud
- Massacre de Combeauvert
- Massacre d'Argenton-sur-Creuse
- Événements de Saint-Amand-Montrond (Rubrique histoire de la ville)

##### Articles liés au contexte
- Libération-Sud
- Brigade Jesser
- Division Das Reich
- Mission Bergamote
- Terrains de parachutage creusois
- Services spéciaux en Creuse durant la Seconde Guerre mondiale

#### Période armée d'active

##### Personnalités
- Paul Aussaresses
- Marcel Bigeard
- Pierre Chateau-Jobert
- Robert Lacoste
- Jacques Massu
- Jacques Paris de Bollardière
- Raoul Salan
- Roger Trinquier

##### Évènements
- Massacres de Sétif et Guelma
- Crise du canal de Suez
- Bataille d'Alger

##### Articles liés au contexte
- Guerre d'Indochine
- Guerre d'Algérie